# Grammont (França)
Grammont é uma comuna francesa na região administrativa de Borgonha-Franco-Condado, no departamento de Alto Sona. Estende-se por uma área de 5,94 km². Em 2010 a comuna tinha 68 habitantes (densidade: 11,4 hab./km²).